# 寬帶獅子魚
寬帶獅子魚，為輻鰭魚綱鮋形目杜父魚亞目獅子魚科的其中一種，分布於西北太平洋黃海的大連至遼東灣海域，棲息深度58-910公尺，為底棲性魚類，屬肉食性，生活習性不明。

## 擴展閱讀
維基物種上的相關：寬帶獅子魚